# ロビン・ドゥット
ロビン・ドゥット（Robin Dutt、1965年1月24日- ）は、ドイツ・ケルン出身の元サッカー選手であり、サッカー指導者。2018年2月12日から2019年8月26日までVfLボーフムの監督を務めた後、2021年夏からヴォルフスベルガーACの監督に就任。

## 生い立ち
インド出身の父とホッホシュヴァルツヴァルト(ドイツ)出身の母を持ち、シュトゥットガルト近郊で育つ。産業ビジネスでも商才があり、既婚者で息子が一人いる。

## 経歴

### 選手として
1983年までSVGGヒルシュランデン-シェキンゲンのユースで、そして1985年までクライスリーガでプレーを続けた。ベツィルクスリーガ所属のTSVコルンタールに移り、1985年から1987年までプレーする。1987年から1988年までTSVミュンヒンゲンで、1988年から1990年までTSVコルンタールでそれぞれベツィルクスリーガにてプレーする。1990年から1993年までフェアバンズリーガに属するFVツフェンハウゼンで、1993年から1995まではベツィルクスリーガに属するSKVルテスハイムでプレーする。

### 監督及びクラブ幹部として

#### 初期
現役選手生活を終える1999年までの4年間、TSGレオンベルクで選手兼任監督を務め、チームを上位リーグ昇格に導いた。
続いて、TSFディッツィンゲンのセカンドチームの監督に1年間就きながらトップチームのアシスタントコーチも務めた。
2000年、オーバーリーガ所属のトップチーム監督に就任。

#### シュトゥットガルト・キッカーズ
シュトゥットガルト・キッカーズのセカンドチームに移籍し、2002年7月からはオーバーリーガ所属のチーム監督に就任。
2003年10月28日、レギオナールリーガ(4部リーグ)所属のチーム監督に就任。
2004-05シーズン、2005-06シーズン共にWFVポカール優勝とカップ戦の出場権を勝ち取った。
2006年9月9日、シュトゥットガルト・キッカーズはカップ戦の第1戦目でドイツ・ブンデスリーガ1部のハンブルガーSVに4-3で勝利をおさめた。
2005年6月10日、ドイツ体育大学ケルンにあるへネス-ヴェルスヴァイラー-アカデミーの指導者養成課程を総評価点1.4という好成績をもって首席で卒業。
2006年9月、初めてプロチームからのオファーを複数受ける。ハノーファー96ではペーター・ノイルーラーの後任として次期監督候補リストに載っていたが、ドイツ・ブンデスリーガ2部のSCフライブルクを率いていたフォルカー・フィンケの後任として監督就任が決定する。

#### SCフライブルク
最初のシーズンはドイツ・ブンデスリーガ2部で5位の成績を残す。
2008年5月、クラブ内での素晴らしい業績が評価され、2010年まで契約が延長される。
2009年5月10日、ドイツ・ブンデスリーガ2部で優勝し、ドイツ・ブンデスリーガ1部復帰を果たす。
2009年10月23日、2012年夏まで契約が延長される。
2010-11シーズンは前半を6位で折り返し、9位でシーズンを終える。
キッカー(ドイツのタブロイド判スポーツ新聞)はSCフライブルクで過ごしたドゥットの4年間を以下のように結論付けている:
"ロビン・ドゥットは(フィンケのように)自分のやり方でクラブに足跡を残した。具体的、分析的な口調で、巧妙で洗練されたレトリックを使い、日々の仕事は綿密で革新的、プレーの中ではモダンで変化に富んだ着想を見せるとともに、チーム発展の為には野心的で戦略的な姿勢で臨む人物だった。"
- ウヴェ・ルェーザー: キッカー特別号 2011年12月 36頁

#### バイエル・レバークーゼン
2011年3月21日、バイエル・レバークーゼンはシーズン終了時にユップ・ハインケス監督の契約が満了となり契約延長しない旨、そしてその後任としてロビン・ドゥットの監督就任を発表。2013年6月30日まで1年のオプション付きの2年契約を結んだ。
ダミル・ブリッチコーチとマルコ・ラングナーGKコーチを引き連れてバイエル・レバークーゼンに移籍し、2011年7月1日から始動した。
シーズン中に主力選手がどんどん欠けていく中での戦いを強いられたが、監督在任中チェルシーFC、バレンシアCFに勝利し、リーグ優勝最多記録のFCバイエルン・ミュンヘンに対し、ドイツ・ブンデスリーガ1部で2004年以来となるチーム初勝利へと導いた。
ドゥットの監督経歴で特筆すべきは、もとはアマチュアの下位~中位クラスのチームの選手や監督であったにもかかわらず、所属クラブが変わるごとに例外なく上位のリーグへとステップアップし将来への展望が広がっていった為、たった4回のクラブ移籍でUEFAチャンピオンズリーグ出場チームの監督にまで上り詰めたことである。

#### ドイツサッカー連盟- スポーツディレクター
2012年8月1日から2013年5月31日まで、ドイツサッカー連盟のスポーツディレクターを務める。2012年7月初めFCバイエルン・ミュンヘンの取締役に就任したマティアス・ザマーの後任として連盟内のユース育成及び英才教育、指導者育成の適正化に従事する。
2013年5月、ヴェルダー・ブレーメンから次シーズン監督のオファーを受け、ドイツサッカー連盟も了承する。

#### ヴェルダー・ブレーメン
2013-14シーズン、ドイツ・ブンデスリーガ1部所属のヴェルダー・ブレーメン監督に就任する。2016年6月30日までの3年契約を結ぶ。

#### VfBシュトゥットガルトのスポーツ部門取締役
2015年1月6日、VfBシュトゥットガルトの取締役に就任。2018年12月までの契約を結ぶ。

#### VfLボーフム
2018年2月12日、第26節を終え勝ち点26、14位にいたドイツ・ブンデスリーガ2部所属のVfLボーフムの監督に就任。
コーチのハイコ・ブッチャーと一緒にチーム立て直しに成功する。1.FCハイデンハイムに0-1で惜敗した後は、9試合無敗を続け第32節でFCエルツゲビルゲ・アウエに2-1で勝利をおさめ、ドイツ・ブンデスリーガ2部残留を確実にし、最終的にチームを6位まで浮上させ、シーズンを終える。
2018-19シーズン序盤も好調を維持し、2018年10月、契約を2020年6月30日まで延長する。

#### ヴォルフスベルガーAC
2021-22シーズン、オーストリア・ブンデスリーガ1部所属のヴォルフスベルガーAC監督に就任。